# Dichiarazione d'indipendenza palestinese
La Dichiarazione di Indipendenza Palestinese è il primo documento ufficiale dell'OLP che proclama la Palestina come Stato indipendente.
Fu scritta dal poeta Mahmoud Darwish e letta da Yasser Arafat il 15 novembre 1988 (5 Rabi 'al-Thani 1409), durante la sessione conclusiva del 19° Consiglio Nazionale Palestinese suscitando una standing ovation dei presenti. L'organo legislativo dell'OLP aveva in precedenza approvato il documento con 253 voti favorevoli, 46 contrari e 10 astenuti.
Al termine della dichiarazione, Arafat dichiarò di assumere il titolo di "Presidente della Palestina", col quale ad aprile del 1989 fu formalmente eletto dal Consiglio centrale dell'OLP.

## Contesto
Al settembre del 1948, il governo di tutte le Palestine fu dichiarato un protettorato egiziano all'interno della striscia di Gaza, riconosciuto dalla maggior parte dei membri della Lega Araba, e sciolto dall'Egitto molti anni dopo. Alcuni storici videro in questo progetto il primo tentativo di stabilire uno Stato palestinese indipendente.
Il 28 ottobre 1974, i rappresentanti della Lega Araba riuniti a Rabat approvarono all'unanimità una dichiarazione che designava l'OLP come "l'unico rappresentante legittimo del popolo palestinese e riaffermò il loro diritto a stabilire uno stato di emergenza indipendente".
Il documento richiamava la risoluzione 181 (II) dell'Assemblea generale delle Nazioni Unite del 29 novembre 1947, che prevedeva la fine del mandato britannico e la suddivisione del territorio in due stati. Il 14 maggio 1948 ebbe fine il mandato britannico, fu dichiarato lo Stato di Israele e la Legione araba della Transgiordania (poi divenuta Giordania) invase la Cisgiordania (solo per annetterla nel 1950). Nel settembre del 1948 le forze egiziane occuparono militarmente la striscia di Gaza, mantenendola direttamente sotto il proprio controllo. Questi due territori rimasero sotto il dominio giordano ed egiziano, fino alla guerra dei sei giorni (giugno del 1967).
Fra la proclamazione dello Stato Palestinese nel 1988, ed il 1994, l'OLP fu di fatto un governo in esilio, uno Stato privo di un proprio territorio e di una capitale, identificata con Gerusalemme che tuttavia era sotto il completo controllo di Israele.
Il 15 maggio 1993 Arafat ed Yitzhak Rabin firmarono un primo patto su Gaza e Gerico, bozza dei futuri accordi di Oslo. L'OLP iniziò ad esercitare una forma limitata di sovranità limitata nelle aree A e B della Cisgiordania ed in parte della striscia di Gaza, sotto l'egida dell'Autorità Nazionale Palestinese (ANP). Nel 2012, la Palestina fu ammessa come Paese osservatore (non membro) alle Nazioni Unite.

## Significato
La Dichiarazione legittimò la nascita di uno Stato palestinese indipendente, invocando una ripartizione dei territori del mandato Britannico in conformità al Piano di partizione della Palestina del 1947 e alle previsioni delle successive risoluzione dell'ONU.
Il Piano di partizione servì come base per la Dichiarazione di indipendenza di Israele, ma all'epoca non fu accettato dalla leadership araba palestinese che, pur richiamandosi agli atti dell'ONU, non menzionò esplicitamente un riconoscimento dello Stato d'Israele nella dichiarazione del 1988. Tuttavia, un allegato citava la risoluzione 242 dell'ONU, che, unitamente ad alcune dichiarazioni rilasciate da Arafat a Ginevra il mese seguente, fu accettato dagli Stati Uniti come la prova sufficiente di un riconoscimento implicito dei confini di Israele precedenti al 1967.
Il riferimento della Dichiarazione del 1988 alla "terra delle tre fedi monoteiste" fu letto come il riconoscimento storico e giuridico del legame storico fra gli ebrei e questi territori, escludendo che si potessero assimilare a dei colonizzatori stranieri. Affermando "l'ingiustizia storica inflitta al popolo arabo palestinese con la conseguente dispersione e privandoli del proprio diritto all'autodeterminazione", venivano invocati il trattato di Losanna e la risoluzione 181, per la Palestina e i suoi abitanti. La Dichiarazione proclamò quindi la nascita di "uno Stato della Palestina sul nostro territorio palestinese, avente la propria capitale a Gerusalemme", definito come un Paese arabo ("Lo stato di Palestina è uno stato arabo, una parte integrante e indivisibile della nazione araba") del quale tuttavia non erano ribaditi in dettaglio i confini, con la citazione delle carte dell'ONU.

## Conseguenze
Secondo quanto previsto Risoluzione 242 del Consiglio di Sicurezza delle Nazioni Unite, la dichiarazione fu seguita dalla richiesta di avviare dei negoziati multilaterali, che si tradussero nel Compromesso Storico (Historic Compromise) per una "soluzione a due stati", che non metteva più in dubbio la legittimità dello Stato di Israele.
Il comunicato palestinese chiese il ritiro dalla "Gerusalemme araba" e dagli altri "territori arabi occupati".
L'Assemblea Generale delle Nazioni Unite decise di riunirsi il 15 dicembre 1988, invitando Arafat a tenere un discorso in qualità di Presidente dell'OLP. Con 104 voti favorevoli, 44 astenuti, e i voti contrari di Stati Uniti ed Israele, fu approvata la Risoluzione n. 43/177 che "riconoscendo la proclamazione dello Stato di Palestina da parte del Consiglio nazionale palestinese il 15 novembre 1988", stabilì che "la dicitura 'Palestina'" sostituisse quella di "Organizzazione per la liberazione della Palestina" nel sistema delle Nazioni Unite. Il documento non comportò una decadenza del mandato politico e della legittimazione dell'OLP, che veniva ancora menzionata come rappresentante del popolo palestinese all'interno del sistema delle Nazioni Unite.
Nelle prime settimane di dicembre, 78 Paesi riconobbero lo Stato della Palestina, divenuti 93 a febbraio del 1989.
Il 29 novembre 2012, l'Assemblea Generale adottò la Risoluzione n. 67/19, proposta dal rappresentante dell'OLP, che aggiornava la Palestina allo status di osservatore non membro delle Nazioni Unite.  Ciò avvenne durante la 67ª sessione dell'Assemblea generale delle Nazioni Unite, e in concomitanza con la Giornata internazionale di solidarietà per il popolo palestinese e con il 65º anniversario dell'adozione della Risoluzione 181 (II) sul futuro assetto governativo e statuale della Palestina.
Il 31 dicembre 2014, fu messa ai voti del Consiglio di Sicurezza una Risoluzione che chiedeva a Israele di terminare entro il 2017 l'occupazione dei territori assegnati allo stato palestinese. Al di là dell'abituale veto statunitense, essa non raggiunse il quorum dei nove voti favorevoli: otto Paesi votarono a favore (Russia, Cina, Francia, Argentina, Ciad, Cile, Giordania, Lussemburgo), due contro (Stati Uniti e Australia), e quattro si astennero (Regno Unito, Lituania, Nigeria, Corea del Sud e Ruanda).